# Estany del Meligar
L'Estany del Meligar est un lac d'Andorre situé dans la paroisse d'Encamp à une altitude de 2 438 m.

## Toponymie
- Estany est un terme omniprésent dans la toponymie andorrane, désignant en catalan un « étang »[1]. Estany dérive du latin stagnum signifiant « étendue d'eau »[2].
- Meligar est un dérivé de mèliga qui signifie luzerne[3].

## Géographie

### Topographie et géologie
L'estany del Meligar occupe une cuvette de surcreusement au centre du cirque glaciaire des Pessons. Il se situe à une altitude de 2 438 m.
Comme l'ensemble du cirque des Pessons, le lac se trouve sur la chaîne axiale primaire des Pyrénées. Le socle rocheux y est formé de granite, comme dans tout le Sud-Est de l'Andorre, en raison de la présence du batholite granitique de Mont-Louis-Andorre s'étendant jusqu'en Espagne et couvrant une surface de 600 km2.
| \| Estany del Meligar \|                                  |                       |
| L'estany del Meligar sur la carte géologique de l'Andorre | Le cirque des Pessons |
| Estany del Meligar                                        |                       |

### Hydrographie
D'une superficie de 1,3 ha, l'estany del Meligar est alimenté par les eaux de l'estany de les Fonts. Il alimente à son tour l'estany Rodó. Comme l'ensemble du cirque des Pessons, le lac appartient au bassin versant de la Valira d'Orient.
| \| Estany del Meligar \|                                                   |                                             |
| L'estany del Meligar sur la carte des bassins hydrographiques de l'Andorre | La vallée de la Valira d'Orient à Grau Roig |
| Estany del Meligar                                                         |                                             |

## Randonnée
Le lac est accessible à pied au départ de Grau Roig. Il se situe sur le trajet du GR7 franco-espagnol qui traverse le sud-est du pays sur 40 km, ainsi que sur le trajet du GRP. Ce dernier forme une boucle s'étendant sur environ 120 km au travers de toutes les paroisses andorranes.

## Galerie

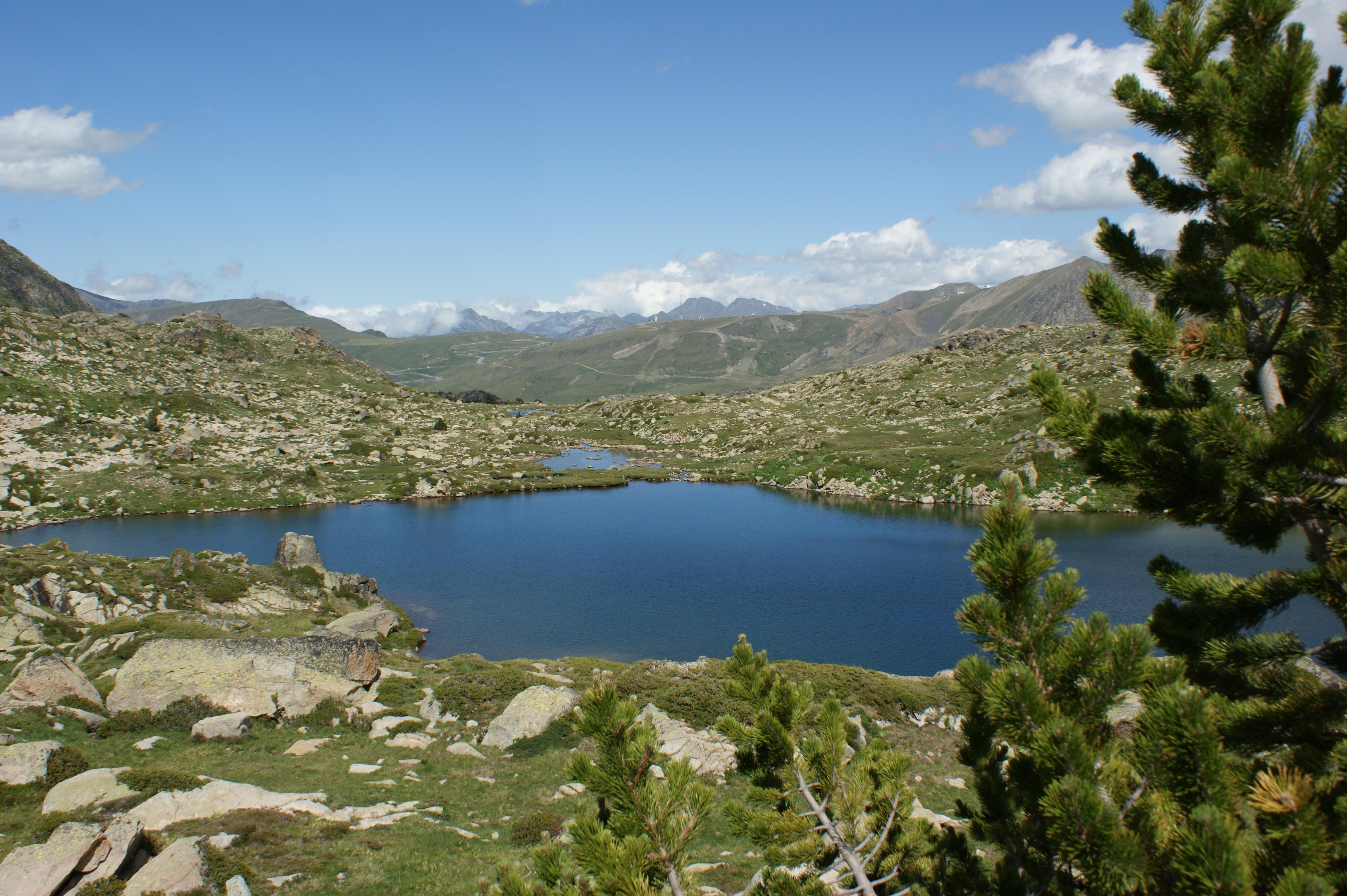
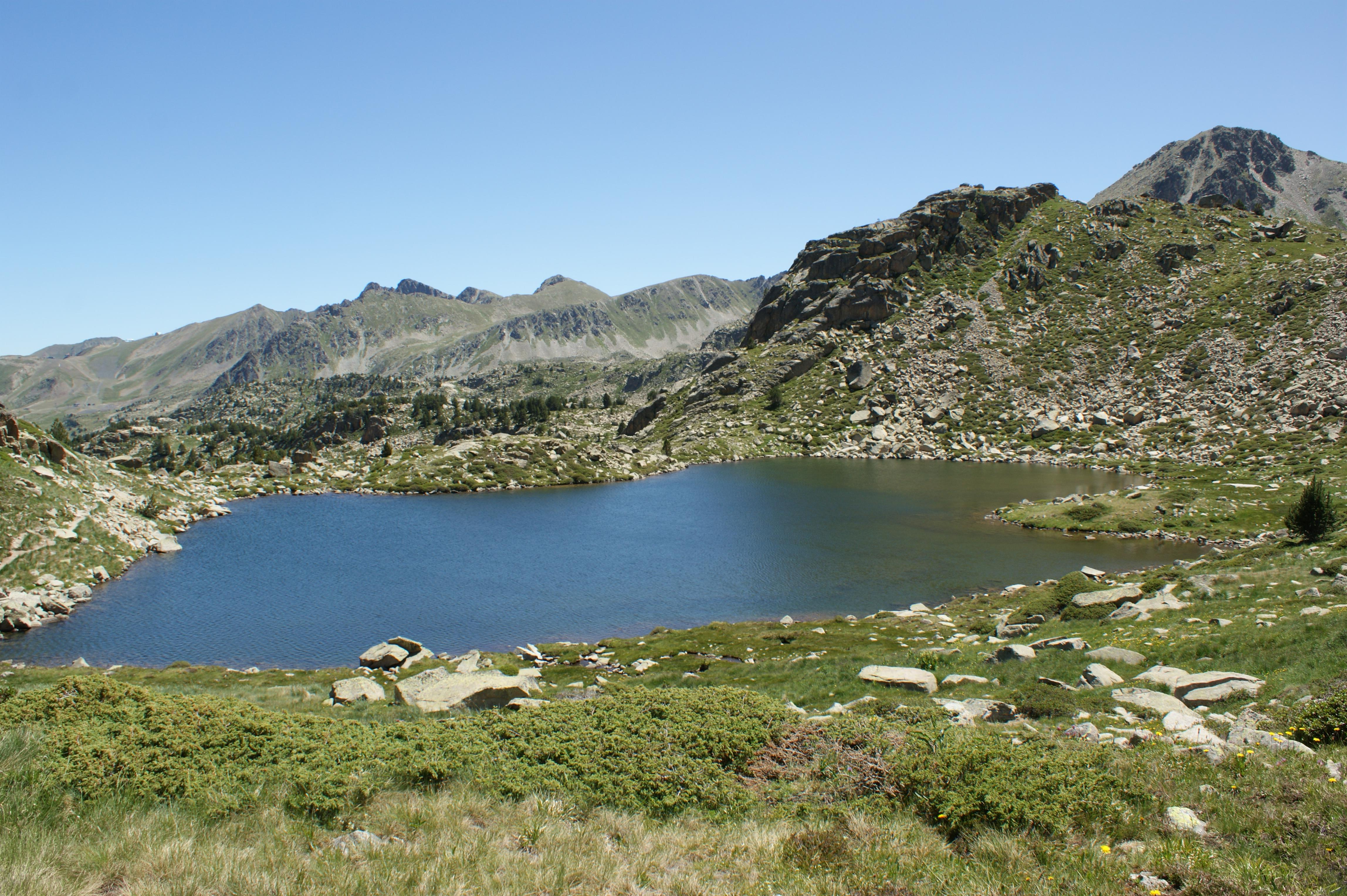
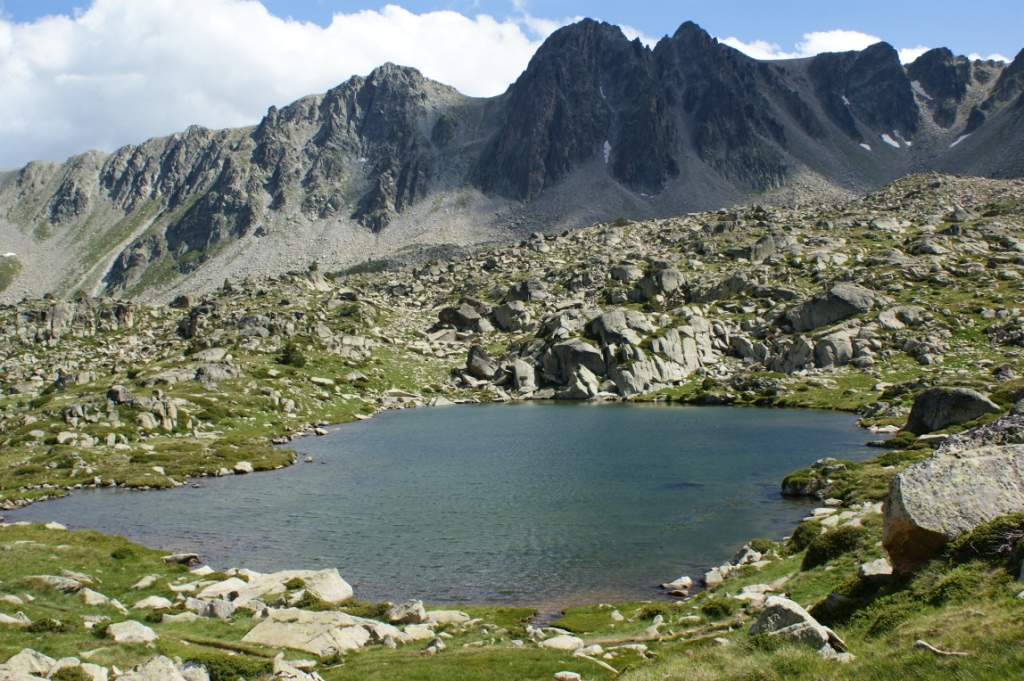